# إدوارد سكينر كينغ
إدوارد سكينر كينغ (بالإنجليزية: Edward Skinner King)‏ هو عالم فلك أمريكي، ولد في 31 مايو 1861 في نيويورك في الولايات المتحدة، وتوفي في 10 سبتمبر 1931.